# Notherobius nebulosus
Notherobius nebulosus is een insect uit de familie van de bruine gaasvliegen (Hemerobiidae), die tot de orde netvleugeligen (Neuroptera) behoort. 
Notherobius nebulosus is voor het eerst wetenschappelijk beschreven door New in 1988.